# Contes malicieux
Contes malicieux est une bande dessinée (ou fumetti) érotique italienne créée par Renzo Barbieri et Rubino Ventura en 1972, dessinée par Leone Frollo.
En France, la série est parue de 1974 à 1980 et compte 71 numéros.

## Synopsis
La série, éditée par Edifumetto, était au départ basée sur Blanche-Neige et les Sept Nains mais a rapidement perdu la plupart de ses connexions avec l'histoire originale. La série raconte les aventures sexuelles du personnage titre dans un monde de rois et de reines où se trouve également une grande variété de monstres. Blanche-neige (Biancaneve en italien) reste une vierge sans cesse attaquée pendant les 4 premiers numéros de la série mais, après avoir perdu sa virginité dans le volume 5, elle devient de plus en plus accro au sexe.

## Personnages
- Blanche-Neige:
- Le Roi Kurt: le père de Blanche-Neige
- La Reine Naga: la femme du Roi Kurt et la belle-mère de Blanche-Neige
- Les 7 nains: les amis de Blanche-Neige, Tringleur, Mateur, Rude-Bite, la Branlette, Trouduc, Floppée et Tantine
- Le prince Harold: soupirant de Blanche-Neige

## Autour de la série
- En 1982, le film Blanche Neige et les 7 sadiques (Biancaneve & Co) de Mario Bianchi sort au cinéma, c'est l'actrice Michela Miti qui interprétera Blanche-Neige dans cette adaptation de la série.